# Lawn (Canada)
Lawn is een gemeente (town) in de Canadese provincie Newfoundland en Labrador. De gemeente ligt in het zuiden van het schiereiland Burin aan de zuidkust van het eiland Newfoundland.

## Geschiedenis

### Drievoudige scheepsramp van 1942
In de vroege ochtend van 18 februari 1942 liepen drie schepen van de United States Navy vast voor de zuidkust van het schiereiland Burin tussen de dorpen Lawn en St. Lawrence. De USS Pollux, USS Truxtun en USS Wilkes, die op weg waren naar de marinebasis van Argentia aan de oostkust van Placentia Bay, hadden tijdens een zware winterstorm een navigatiefout gemaakt. De USS Pollux en USS Truxtun hadden door hun aanvaring met de rotsen zware schade opgelopen en dreigden te zinken. Vele vluchtende matrozen vroren dood, verdronken of stierven door de gelekte olie op het water. 203 Amerikaanse mariniers kwamen om het leven.
Verschillende inwoners van Lawn en St. Lawrence snelden weliswaar te hulp met bootjes en sloepen om opvarenden te redden in de uitzonderlijke storm- en ijsomstandigheden. Ze trokken opvarenden over de spekgladde rotsen aan wal en verwarmden de onderkoelde matrozen zo goed als mogelijk met de weinige middelen die ze hadden. Het eindrapport van het Amerikaanse onderzoek concludeerde dat quasi alle 186 overlevenden hun leven te danken hadden aan de heldhaftigheid van de burgers van Lawn en St. Lawrence.

### Algemeen
In 1952 werd het dorp een gemeente met de status van local government community (LGC). Tussen 1966 en 1971 veranderde de status van de gemeente naar die van town.

## Demografie
Demografisch gezien is Lawn, net zoals de meeste kleine dorpen op Newfoundland, aan het krimpen. Tussen 1991 en 2021 daalde de bevolkingsomvang van 1.005 naar 583. Dat komt neer op een daling van 422 inwoners (-42,0%) in dertig jaar tijd.
| Demografische ontwikkeling van Lawn tussen 1951 en 2021                    |
| -------------------------------------------------------------------------- |
|                                                                            |
| Bron: Statistics Canada (1951–1986, 1991–1996, 2001–2006, 2011–2016, 2021) |

## Sport
De gemeente is de thuisbasis van de Lawn Shamrocks, een voetbalclub met terreinen aan de zuidrand van het dorp.